# Инон Вали (Пенсилванија)
Инон Вали (енгл. Enon Valley) град је у америчкој савезној држави Пенсилванија.

## Демографија
По попису из 2010. године број становника је 306, што је 81 (-20,9%) становника мање него 2000. године.
| Група             | 2000.       | 2010.       |
| Белци             | 379 (97,9%) | 302 (98,7%) |
| Афроамериканци    | 2 (0,5%)    | 0 (0,0%)    |
| Азијати           | 2 (0,5%)    | 0 (0,0%)    |
| Хиспаноамериканци | 3 (0,8%)    | 3 (1,0%)    |
| Укупно            | 387         | 306         |